# 熱帯果樹

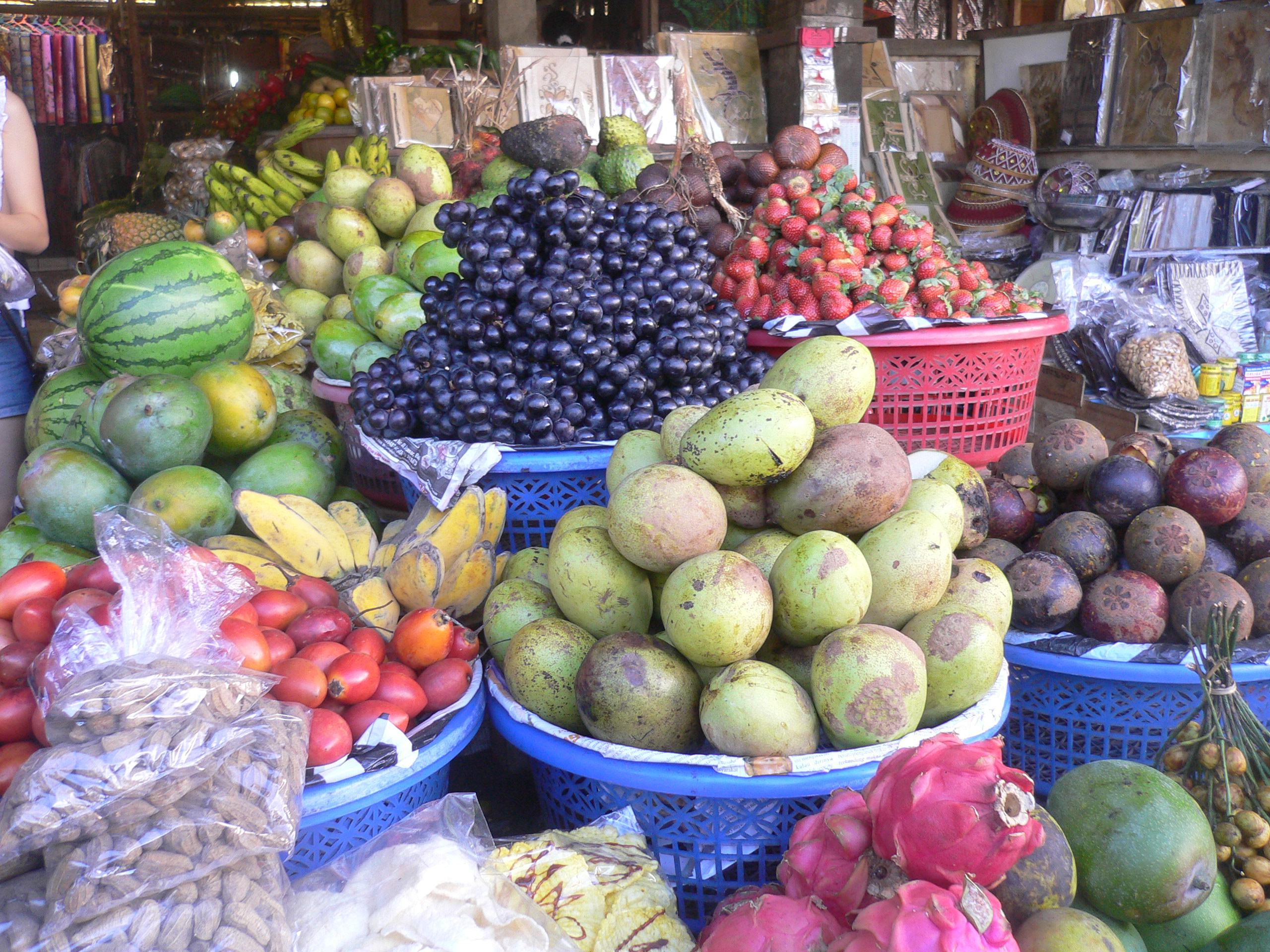
市場に並ぶトロピカルフルーツ

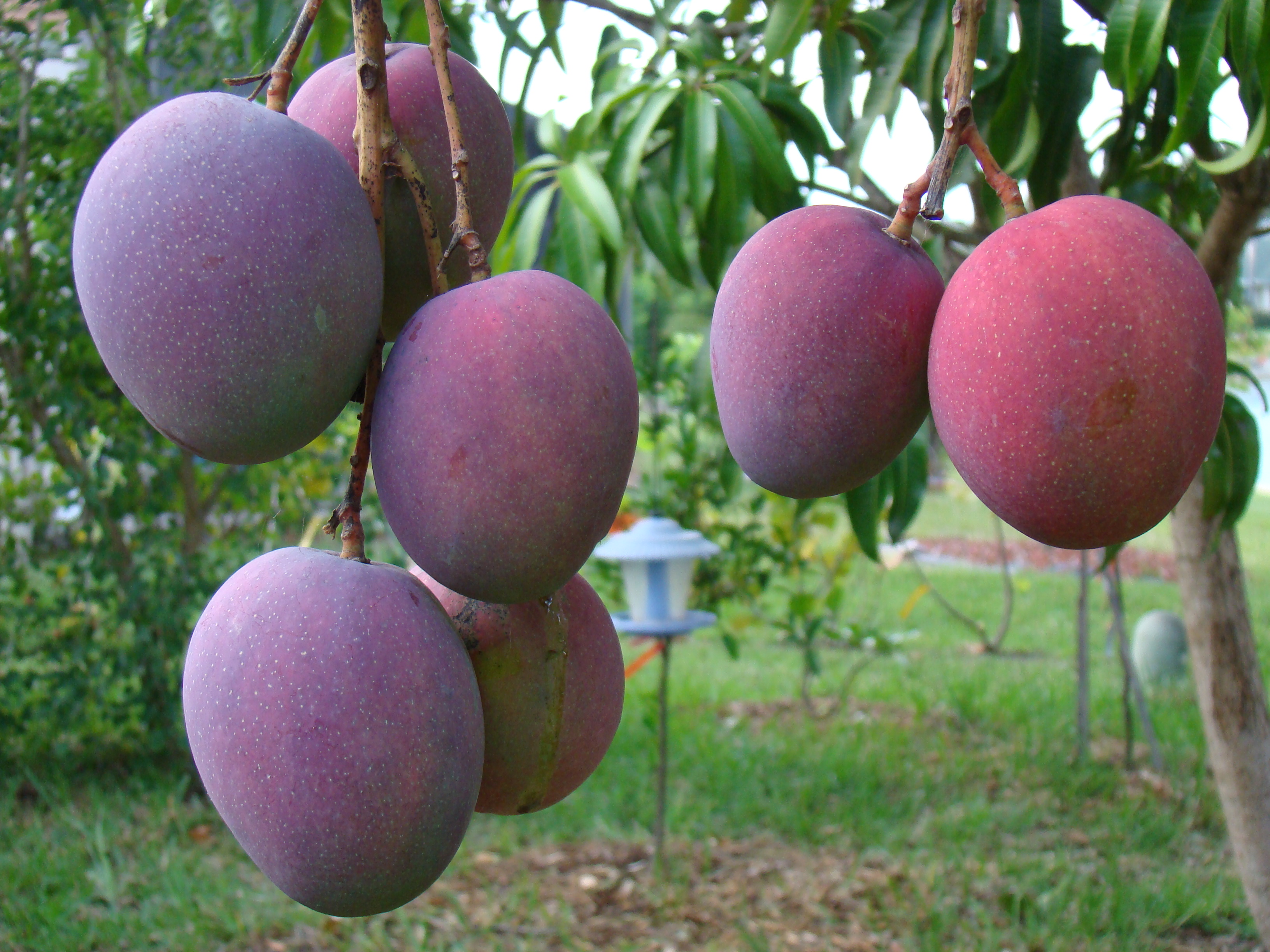
マンゴー

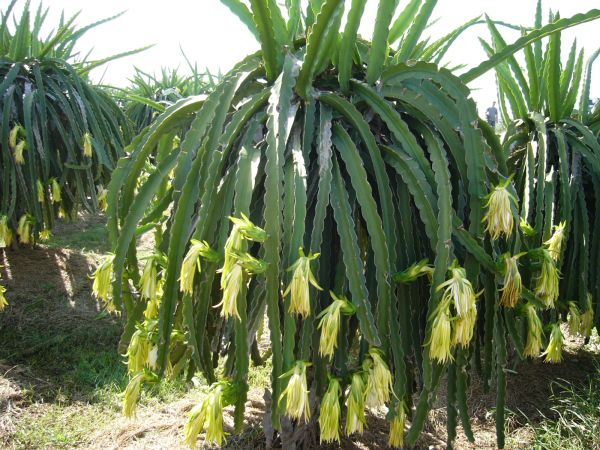
ドラゴンフルーツの木

熱帯果樹（ねったいかじゅ）とは、熱帯植物の中で南北回帰線に挟まれた低緯度地域（熱帯および亜熱帯）を原産とする果樹を指す。また、その果実をトロピカルフルーツ（若しくはトロピカル・フルーツ）と呼ぶ。原産地でしか採取や栽培がされず世界に知られていなかった種が多かったが、近年の資源開発にともなって原産地以外でも紹介されるようになった。しかし、地域の固有種や大量生産できないなど希少性の高い種類もある。地域によって様々な名称で呼ばれている。一部は品種改良され、柑橘類のライム、グレープフルーツなど温帯での栽培が一般化した種類があるが、これらは熱帯果樹としては扱われない。

## 概要

### 特徴

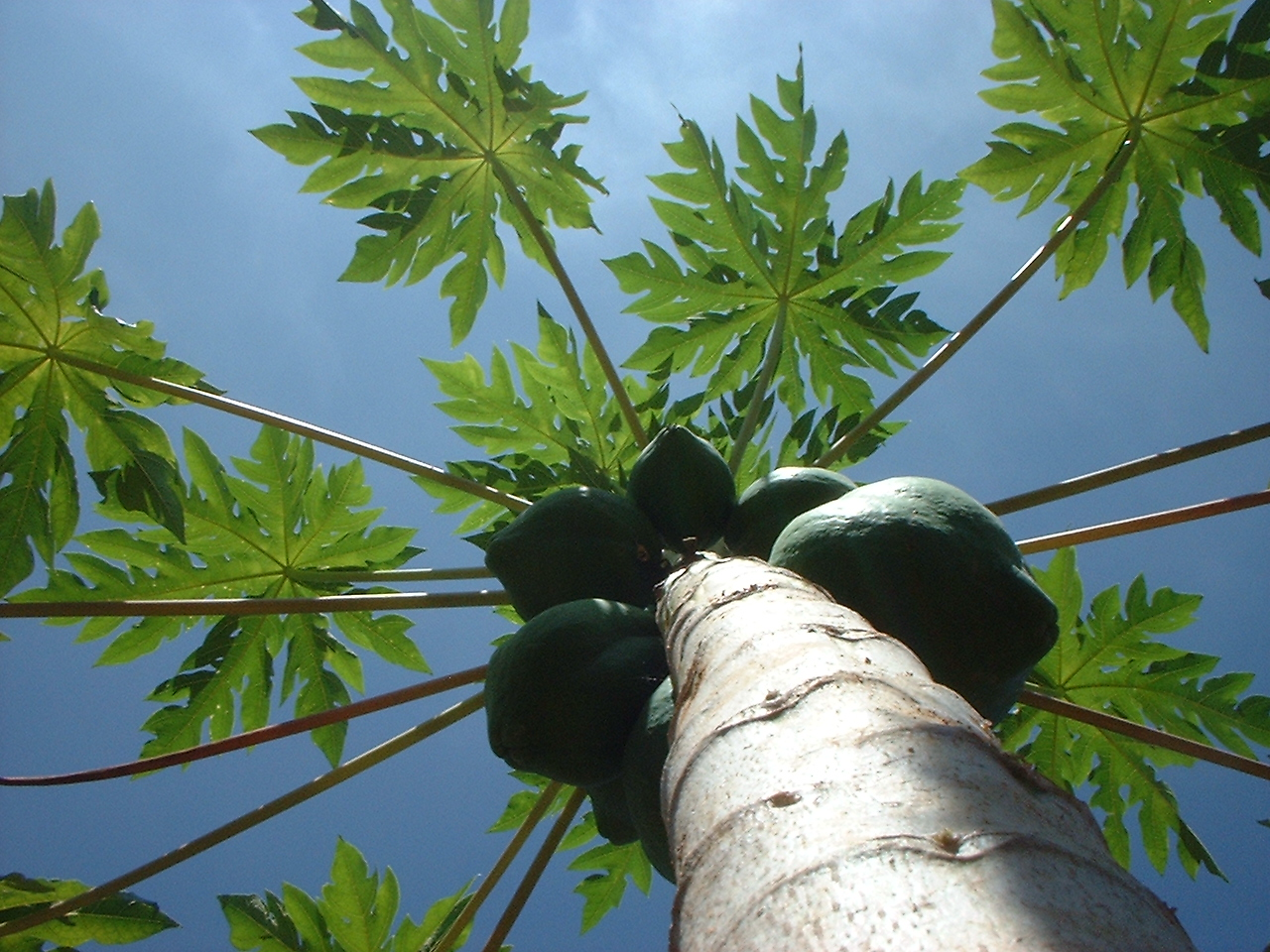
パパイア

年間の平均気温が高い地域の植生で結実する常緑樹もしくは草本で、多くは多年生植物だが、乾期や一時的な低温時に落葉するものもある。このような一時的な環境変化が結実を促すが、温帯のように数ヶ月におよぶ低温期がある地域では自生や栽培が困難とされる。特に冷温で湿潤な天候（降霜、降雪など）に非常に弱い。

### 耐寒性の強い種
熱帯でも高地は乾燥しがちであり、また1日の寒暖差が大きい。そのため高地由来の果樹はこうした環境に適応しているものがある。
フェイジョアの原産地は南米の熱帯雨林だが、-10℃近くまで耐えることが出来る為、熱帯果樹扱いされないことも多い。他にもアフリカ産のケイアップルは-6℃まで、中米産のホワイトサポテも-3℃まで耐える。しかし、逆に多湿な高温環境に弱くなる傾向が見られる。
このような種では、環境を人為的に整えることで四季のある地域でも路地植えや四季成りにすることができる。

### 果実

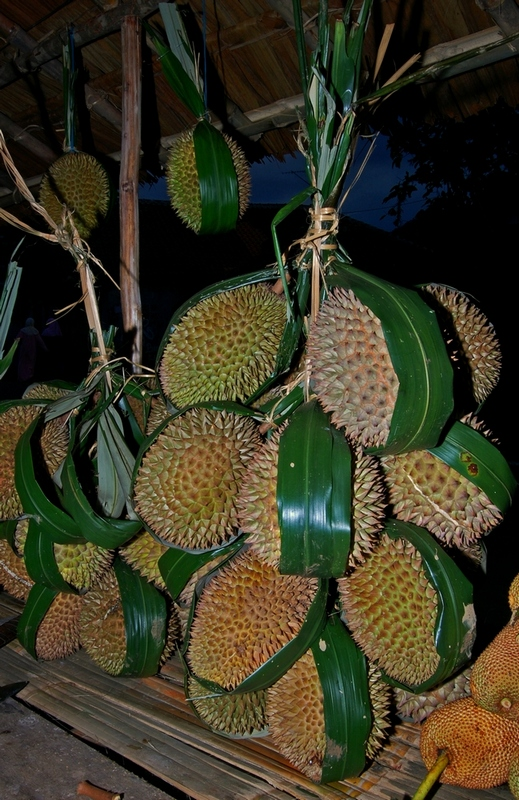
吊るされたドリアン

トロピカルフルーツというと一般的に色彩豊かなイメージをもたれるが、実際には緑、茶、黒、黄土色など地味な色の果実が占める割合が高い。ただし、スターフルーツやドリアンのように特異な形状が目立ち、エキゾチックな芳香や独特の風味を持つものが数多くある。温帯樹に比べ、果実が大きくなる傾向がある。中でもパラミツは世界最大の果実と言われる

## 利用と栽培

### 産地

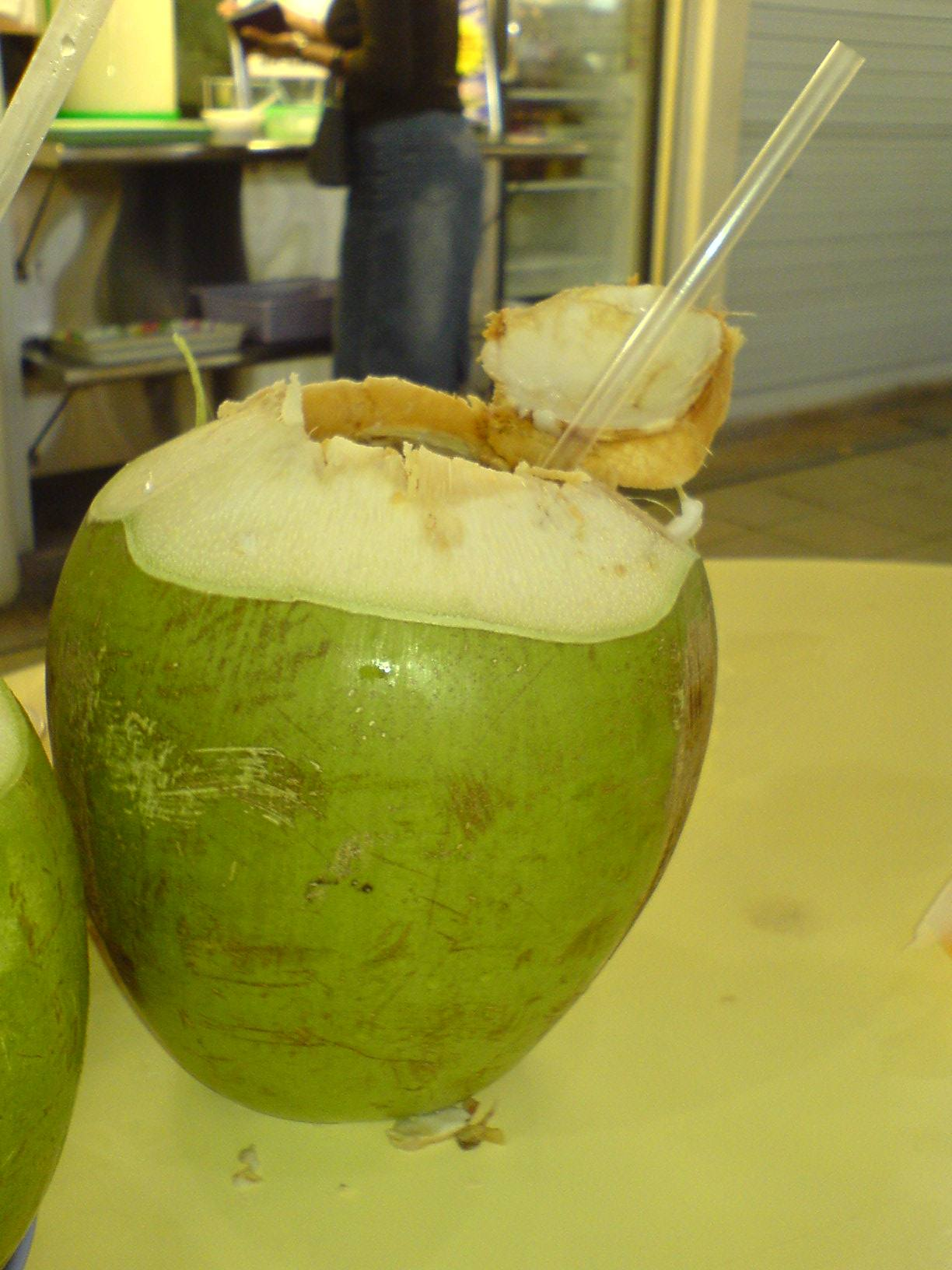
ココナッツジュース

古くから世界中の熱帯地域で貴重な食料として利用されてきた。生食の他、野菜の様に調理したり、ジュース、果実酒、醸造酒、蒸留酒、乾果、ジャムなどとして加工して食用とする。
加工や保存技術が進むにつれ、シャーベット、アイスクリーム、ゼリー、ソース、チャツネ、サプリメントなどさまざまな食品に利用されている。パパイアやパイナップル等は酵素を含み、糖分、脂肪、各種ビタミン、中には薬用成分が豊富なものがある。ただし、アセロラは日持ちしないことで知られ、生果が生産地外に輸送されることは稀である。

### 大量消費作物として
かつては熱帯地域のほぼ全域が先進諸国の植民地となり、本国へ輸出するための大規模なプランテーションが導入された。現在でもその影響が残り、搾取的と批判を受けることのある経営栽培が行われている。カカオ、バナナ、ココナッツなどが代表的。
近年は先進国の降霜しない温帯地域でも品種改良などによって、例えばアメリカ・カリフォルニア州、オーストラリア南東部、地中海沿岸などの地域で庭木や垣根、商業栽培用として広く活用されている。
一方で、ストロベリーグアバやパッションフルーツなどはその繁殖力が一部で問題になっており、中には温帯の商業栽培植物への病害虫を媒介してしまうケースがあり問題化している。
今後は地球温暖化の影響もあり、より緯度の高い温帯地域への自生や栽培が広がると予想されている。

### 観賞用として
食用ではなく鑑賞用としても人気は高い。花から果実まで楽しめるものが特に評価されるが、常緑であることから、鉢植えでは開花しない種でも観葉植物として流通し盆栽にも選ばれる。
パパイアやジャボチカバの様な幹生果は温帯には珍しい。

## 3大熱帯果樹
ドリアン、マンゴー、マンゴスチンを3大トロピカルフルーツと呼ぶことがあり、特にドリアンはトロピカルフルーツの王、マンゴスチンは女王と呼ばれる。

## 主な熱帯果樹
| - カカオ (Theobroma cacao) - クプアス en:Cupuaçu (Theobroma grandiflorum) - コーラノキ (Cola ssp.) - ドリアン (Durio zibethinus) - バオバブ (Adansonia ssp.) - アビウ en:Abiu - カニステル (エッグフルーツ) - サポジラ - スターアップル (カイニット) - タンジョン en:Mimusops elengi - マメイサポテ en:Mamey sapote - ミラクルフルーツ - ルクマ en:Lucuma - キワノ (ツノニガウリ) - カシューナッツ - ジョコテ en:Jocote - マルーラ en:Marula - マンゴー - バクパリ en:Bacupari - ボタンマンゴスチン en:Button Mangosteen - マメイアップル en:Mammee apple - マンゴスチン - レモンドロップマンゴスチン en:Lemon Drop Mangosteen - ガルシニアカンボジア - ブラックサポテ en:Black sapote - スターフルーツ (ゴレンシ) - ビリンビ en:Averrhoa bilimbi - サフォウ en:Safou - カリッサ - コンカーベリー en:Carissa spinarum - アセロラ - ナンチェ en:Nance ＊ クルクリゴ en:Curculigo - アボカド（バターフルーツ） - ペウモ en:Cryptocarya alba - チェンペダック en:Cempedak - パラミツ（ジャックフルーツ） - パンノキ - アムラ - マファイ en:Burmese grape - ホウライショウ（モンステラ） - カクタスペア、トゥナ（オプンティア（ウチワサボテン）） - ドラゴンフルーツ (ピタヤ) - カカドゥプラム en:Terminalia ferdinandiana - サントル en:Santol (fruit) - ランサ en:Lansium domesticum - パッションフルーツ（クダモノトケイソウ） |  |  |  |  |  |  |  |  |  |  |  |  |  |  |  |  |  |  | - タマリロ （ツリートマト、木立ちトマト） - ナランジラ en:Naranjilla - ペピーノ - パイナップル - バナナ - ペキー en:Caryocar brasiliense - パパイア - ババコ - マウンテンパパイア en:Mountain papaya - サワーソップ - ソンコヤ en:Soncoya - チェリモヤ（アイスクリームツリー） - バンレイシ（釈迦頭、アテモヤ） - ポンドアップル en:Annona glabra - カムカム - グアバ（バンジロウ） - クーラモン en:Syzygium moorei - ジャボチカバ（ブラジリアングレープ） - ジャンブル en:Jambul - ストロベリーグアバ (テリハバンジロウ) - チリアングァバ en:Ugni molinae - ピタンガ (スリナムチェリー) - フェイジョア（パイナップルグアバ） - フトモモ（フートー） - ブラッシュチェリー en:Syzygium australe - ブルーリリーピリー en:Syzygium oleosum - マラッカアップル en:Syzygium malaccense - ミジェンベリー en:Austromyrtus dulcis - ライベリー - リリーピリー en:Syzygium smithii - レンブ (ジャワフトモモ) - タマリンド - ホワイトサポテ - リモニア en:Limonia (plant) - レモンアスペン en:Acronychia acidula - アキー - ピトンバ en:Talisia esculenta - マモンシージョ en:Mamoncillo - レイシ（ライチ） - ランブータン - リュウガン（竜眼） - アサイー - サラク - ココナッツ - チョンタドゥーロ (ピーチ・パーム、ペワ、ププニャ) - ナツメヤシ - ケイアップル |